# Myrmarachne satarensis
Myrmarachne satarensis là một loài nhện trong họ Salticidae.
Loài này thuộc chi Myrmarachne. Myrmarachne satarensis được K. Narayan miêu tả năm 1915.